# Canton de Piney
Le canton de Piney est une ancienne division administrative française, située dans le département de l'Aube en région Champagne-Ardenne.

## Géographie
Ce canton était organisé autour de Piney dans l'arrondissement de Troyes. Son altitude moyenne s'élevait à 126 m.

## Histoire
Par le décret du 21 février 2014, le canton est supprimé à compter des élections départementales de mars 2015. Il est englobé dans le canton de Brienne-le-Château, à l'exception de la commune de Luyères, rattachée à celui d'Arcis-sur-Aube.

## Administration

### conseillers généraux de 1833 à 2015
| Période         | Période             | Identité                                                              | Étiquette          | Qualité                                                        |
| --------------- | ------------------- | --------------------------------------------------------------------- | ------------------ | -------------------------------------------------------------- |
| 1833            | 1839 (décès)        | François Perricourt Vallois                                           |                    | Laboureur et marchand de bois Maire de Piney                   |
| 1839            | 1848                | Charles Doé                                                           |                    | Ancien magistrat, propriétaire à Rouilly-Saint-Loup            |
| 1848            | 1849                | François Hippolyte Perricourt Vallois (fils de F. Perricourt-Vallois) |                    | Maire de Piney                                                 |
| 1849            | 1863                | Charles Doé                                                           |                    | Propriétaire à Rouilly-Saint-Loup                              |
| 1863            | 1871                | Eugène Marchand de Christon d'Auzon                                   |                    | Propriétaire à Troyes Maire de Saint-Léger-près-Troyes         |
| 1871            | 1886                | Auguste Masson                                                        | Républicain        | Propriétaire à Piney                                           |
| 1886            | 1904                | Léonce Martinet                                                       | Républicain        | Docteur en médecine à Piney                                    |
| 1904            | 3 juin 1938 (décès) | Edmond Gauthier (1850-1938)                                           | RG                 | Marchand de bois à Piney                                       |
| 17 juillet 1938 | 1940                | André Goussin                                                         | Rad.               | Cultivateur - Maire de Géraudot, conseiller d'arrondissement   |
|                 |                     |                                                                       |                    |                                                                |
| 1945            | 1958                | Paul Touch                                                            | Rad.               | Négociant - Maire de Piney, ancien conseiller d'arrondissement |
| 1958            | 1973 (décès)        | Adolphe Broquin                                                       | Centre gauche      | Médecin à Piney                                                |
| 1973            | 1988                | Robert Six                                                            | Centriste puis RPR | Maire de Brévonnes                                             |
| 1988            | 2015                | Dominique Voix                                                        | DVD puis UDI       | Ingénieur retraité Maire de Piney                              |

### Conseillers d'arrondissement (de 1833 à 1940)
| Période                                  | Période | Identité                                                  | Étiquette          | Qualité |
| ---------------------------------------- | ------- | --------------------------------------------------------- | ------------------ | --- |
| 1833                                     | 1848    | François Charles Marchand de Christon d'Auzon (1779-1856) |                    | Propriétaire, maire d'Auzon-les-Marais                                                                      |
|                                          |         |                                                           |                    | |
| 1871                                     |         | Charles Emmanuel Potel                                    |                    | Adjoint au maire de Piney                                                                                   |
|                                          |         |                                                           |                    | |
| 1913                                     | 1919    | Jules-Gabriel Nicolas                                     | Rad.               | Géomètre-expert, maire de Piney                                                                             |
| 1919                                     | 1931    | Paul Royer                                                | Cartel des droites | Agronome à Brantigny, Piney                                                                                 |
| 1931                                     | 1938    | André Goussin                                             | Rad.               | Cultivateur, maire de Géraudot                                                                              |
| 21 août 1938                             | 1940    | Paul Touch (1880-1960)                                    | Rad.               | Négociant en vêtements et tissus, adjoint au maire de Piney                                                 |
| 1940                                     |         |                                                           |                    | Les conseils d'arrondissement ont été suspendus par la loi du 12 octobre 1940 et n'ont jamais été réactivés |
| Les données manquantes sont à compléter. |         |                                                           |                    | |

## Composition
Le canton de Piney regroupait onze communes.
| Nom               | Code Insee | Intercommunalité                     | Superficie (km2) | Population (dernière pop. légale) | Densité (hab./km2) |
| ----------------- | ---------- | ------------------------------------ | ---------------- | --------------------------------- | ------------------ |
| Piney (chef-lieu) | 10287      | CC Forêts, Lacs, Terres en Champagne | 70,98            | 1 570 (2014)                      | 22                 |
| Assencières       | 10014      | CC Forêts, Lacs, Terres en Champagne | 7,39             | 185 (2014)                        | 25                 |
| Bouy-Luxembourg   | 10056      | CC Forêts, Lacs, Terres en Champagne | 12,04            | 212 (2014)                        | 18                 |
| Brévonnes         | 10061      | CC Forêts, Lacs, Terres en Champagne | 19,77            | 703 (2014)                        | 36                 |
| Dosches           | 10129      | CC Forêts, Lacs, Terres en Champagne | 20,64            | 294 (2014)                        | 14                 |
| Géraudot          | 10165      | CC Forêts, Lacs, Terres en Champagne | 16,74            | 319 (2014)                        | 19                 |
| Luyères           | 10210      | CC Forêts, Lacs, Terres en Champagne | 17,37            | 446 (2014)                        | 26                 |
| Mesnil-Sellières  | 10239      | CC Forêts, Lacs, Terres en Champagne | 8,43             | 587 (2014)                        | 70                 |
| Onjon             | 10270      | CC Forêts, Lacs, Terres en Champagne | 22,31            | 250 (2014)                        | 11                 |
| Rouilly-Sacey     | 10328      | CC Forêts, Lacs, Terres en Champagne | 19,48            | 386 (2014)                        | 20                 |
| Val-d'Auzon       | 10019      | CC Forêts, Lacs, Terres en Champagne | 27,58            | 399 (2014)                        | 14                 |

## Démographie
| 1962  | 1968  | 1975  | 1982  | 1990  | 1999  | 2006  | 2011  | 2012  |
| ----- | ----- | ----- | ----- | ----- | ----- | ----- | ----- | ----- |
| 3 853 | 3 810 | 3 856 | 4 102 | 4 188 | 4 334 | 4 744 | 5 185 | 5 292 |